# Wolfgang Pezoldus
Wolfgang Pezoldus, född i Rostock, död 1624 i Stockholm, var en svensk präst.

## Biografi
Wolfgang Pezoldus föddes i Rostock. Han prästvigdes 20 oktober 1602 av ärkebiskopen och blev 24 oktober 1602  kyrkoherde i Tyska S:ta Gertruds församling i Stockholm, på rekommendation av superintendenten i Rostock. Pezoldus avled 1624 i Stockholm.

### Familj
Pezoldus gifte sig första gången före 1604 med Margareta Johansdotter de la Mogne (Lemon). Hon var dotter till officeren Johan de la Mogne från Bryssel. De fick tillsammans barnen Dorothea Pezoldus (1611–1633) som var gift med handelsmannen Cort Meurman i Stockholm, Mattheus Pezoldus, Johannes Pezoldus, Lucas Pezoldus och en son (död 1617).
Pezoldus gifte sig andra gången 1618 med Magdalena Schepperus (1600–1684). Hon var dotter till kyrkoherden Ericus Olai Skepperus och Catharina Persdotter Raks i Sankt Nikolai församling i Stockholm. Efter Pezoldus död gifte Magdalena Schepperus om sig med biskopen Johannes Laurentii Stalenus i Växjö stift.